# Louis Anthony Loup
Louis Anthony Loup, britanski general, * 1897, † 1991.